# 楢崎龍
楢崎 龍（ならさき りょう、天保12年6月6日（1841年7月23日） - 明治39年（1906年）1月15日）は、江戸時代末期（幕末）から明治時代の女性。名は一般にお龍（おりょう）と呼ばれることが多い。
中川宮の侍医であった父が死んで困窮していた頃に坂本龍馬と出会い妻となる。薩長同盟成立直後の寺田屋遭難では彼女の機転により龍馬は危機を脱した。龍馬の負傷療養のため鹿児島周辺の温泉を二人で巡り、これは日本初の新婚旅行とされる。龍馬が暗殺された後は各地を流転の後に大道商人・西村松兵衛と再婚して西村ツルを名乗る。晩年は落魄し、貧窮の内に没した。

## 生涯

### 生い立ち

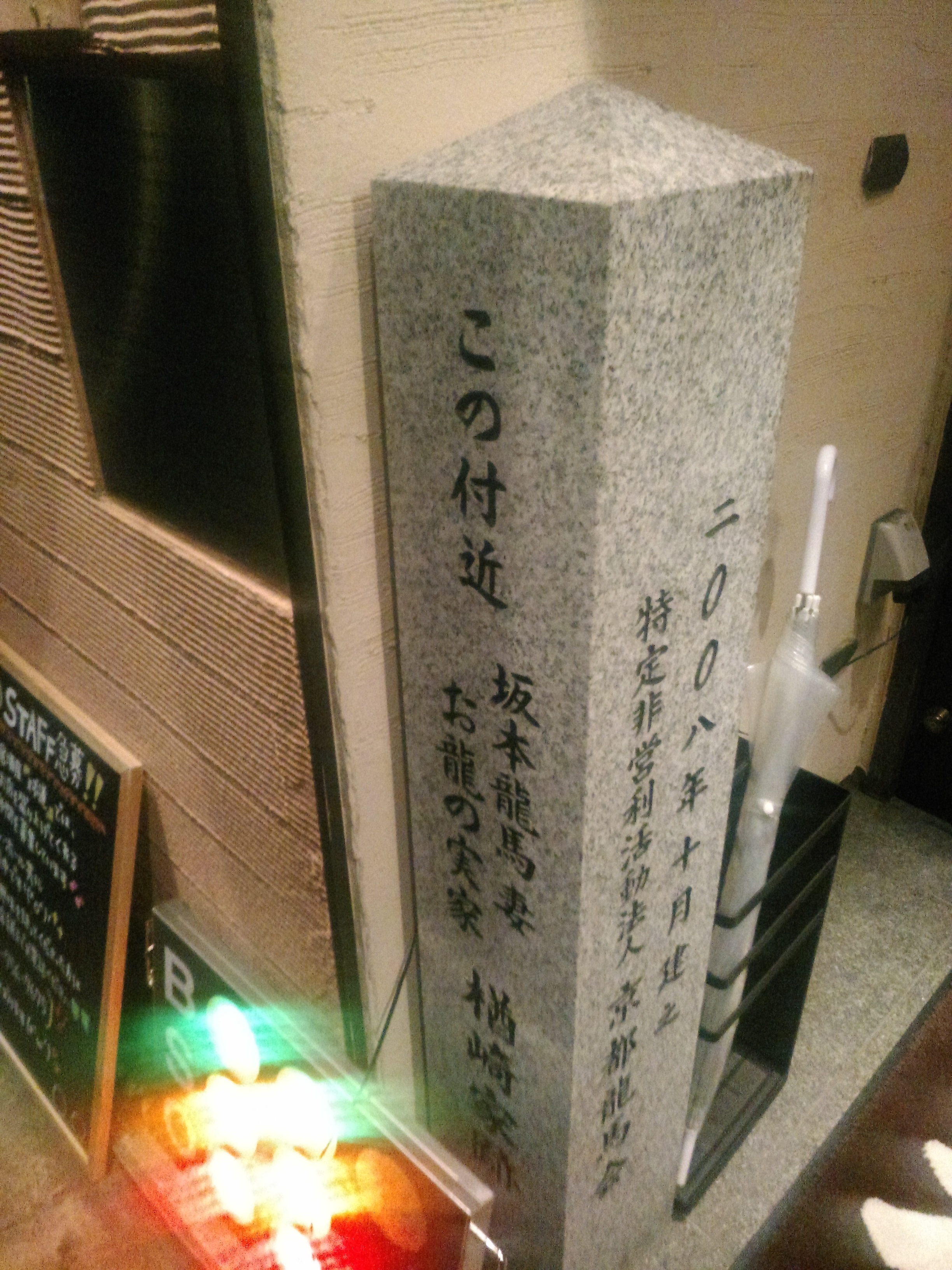
お龍の実家 楢崎家跡（京都柳馬場三条下ル）

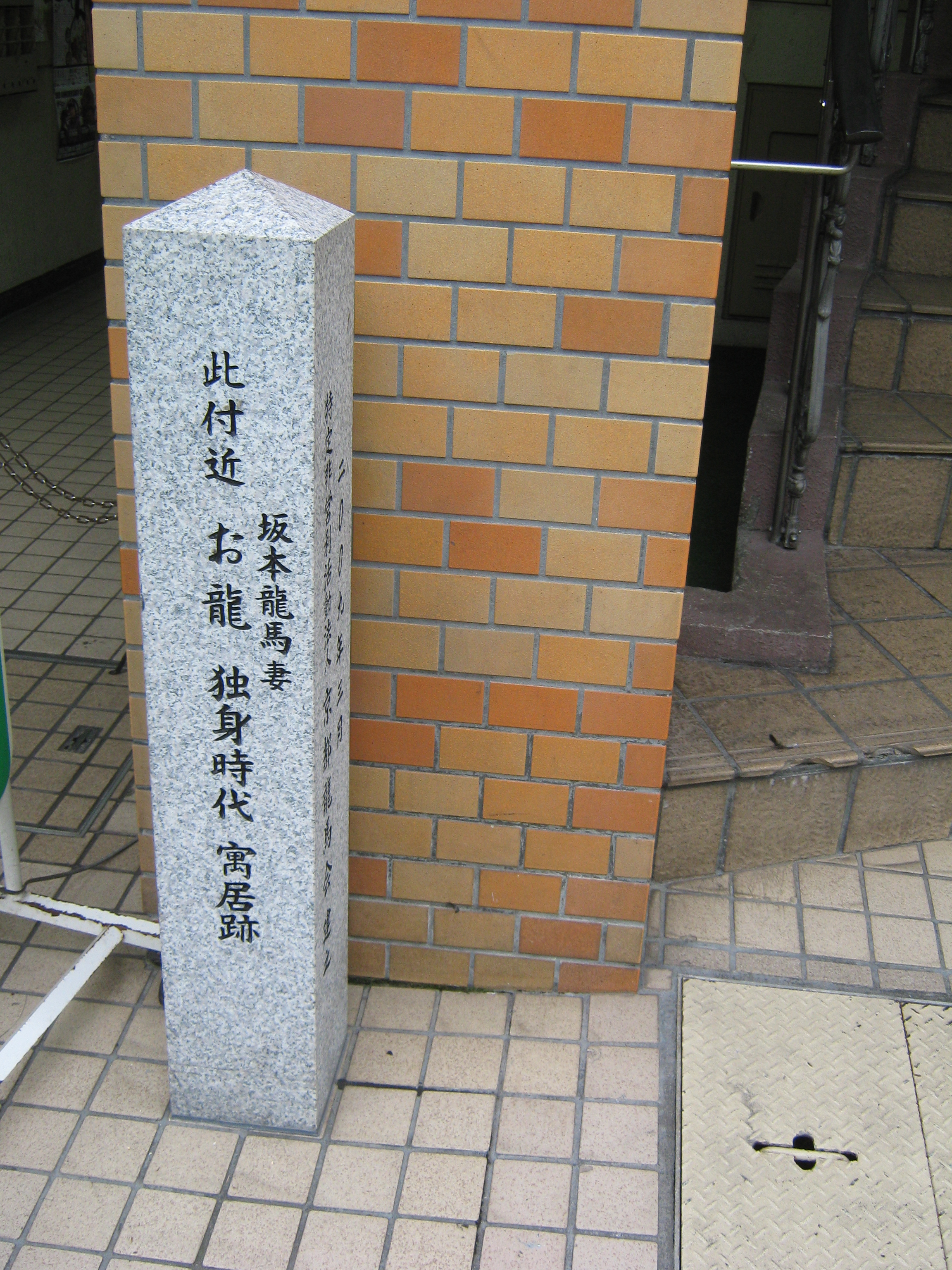
お龍　独身時代寓居跡（京都三条木屋町下ル・）

天保12年（1841年）、医師の楢崎将作と貞（または夏）の長女として京都富小路六角付近で生まれた。異説では実父は西陣織を扱う商人で将作の養女になったともいう。妹に次女・光枝、三女・起美（君江）、弟に太一郎、健吉がいる。
楢崎家は元は長州の士分であったが、お龍の曽祖父の代に主君の怒りを受けて浪人になっていた。父の将作は青蓮院宮の侍医であったため、お龍は裕福な家庭で育ち、生け花、香道、茶の湯などを嗜んだが、炊事は苦手だった。しかし、勤王家であった父が安政の大獄で捕らえられ、赦免後の文久2年（1862年）に病死すると、残された家族はたちまち困窮し、家具や衣類を売って生活をするようになった。母が悪者に騙されて、妹の起美が島原の舞妓に、光枝が大坂の女郎に売られると知ったお龍は、着物を売って金をつくると大坂に下り、刃物を懐に抱えて死ぬ覚悟で男2人を相手に「殺せ、殺せ、殺されにはるばる大坂に来たんだ。これは面白い殺せ」と啖呵を切って妹を取り返した武勇伝はこの頃のことである。

### 龍馬との出会い
その後、お龍は七条新地の旅館「扇岩」で働き、母・貞は方広寺大仏殿（京の大仏）近くの天誅組の残党を含めた土佐藩出身の尊攘派志士たちの隠れ家で賄いをするようになった。龍馬とお龍は元治元年（1864年）頃に出会っている。後年のお龍の回顧によると、龍馬と初めて会ったときに名前を聞かれて紙に書くと自分と一緒だと笑っていたという。お龍に惚れた龍馬は母・貞に、お龍を妻にしたいと申し入れ、貞も承知した。
同年6月の池田屋事件の際に、大仏でも会津藩の手入れがあって家財道具も没収されてしまった。（大仏騒動）　一家は困窮し、龍馬は「日々、食うや食わず、実に哀れな暮しであった」と述べている。これらお龍の境遇について、龍馬は姉・乙女に宛てた慶応元年9月9日付の手紙で詳しく書き送り、彼女を「まことにおもしろき女」と評している。お龍の後年の回想によると、同年8月1日に龍馬とお龍は内祝言を挙げた。

### 寺田屋遭難

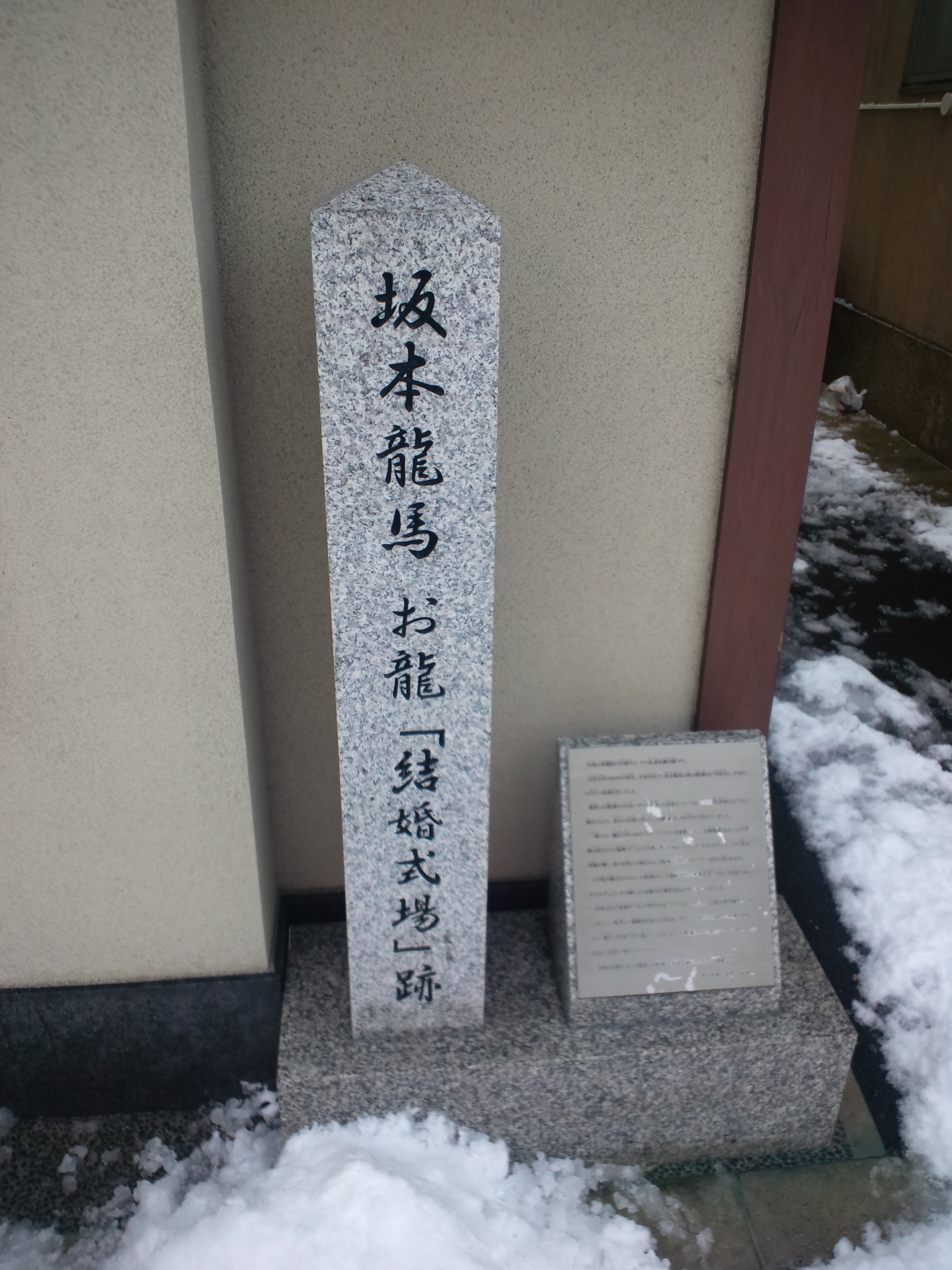
龍馬 お龍「結婚式場」跡(京都市東山区)

各地を奔走していた龍馬は、懇意にしていた伏見寺田屋のお登勢にお龍を預け、お龍は「お春」の変名でお登勢の娘分になった。この時期についてお龍は龍馬と2人で歩いていたら新選組と遭遇し、龍馬が慌てて隠れてしまった話や、桐野利秋に寝床を襲われた話などを、後年回顧している。また、新選組局長の近藤勇がお龍に懸想して、櫛や簪を買って来たという話も伝えている。
慶応2年（1866年）1月22日、龍馬の仲介もあって、薩長同盟が成立した。その翌23日、龍馬は護衛役の長府藩士・三吉慎蔵と寺田屋に投宿していた。その晩、入浴していたお龍は窓外に多数の捕吏がいることに気付き、咄嗟に袷（あわせ）一枚を羽織って二階に駆け上がり龍馬と三吉に通報した。お龍の機転により、龍馬と三吉は不意打ちを受けることなく応戦し、負傷しつつも辛うじて脱出できた。（寺田屋遭難）お龍は龍馬たちを家屋の裏木戸から逃がしたが、裏木戸には大きな石を載せた漬物槽があり、それらをどかして逃げ道を作った。後日お龍が確かめると、槽と石は到底、動かすことができない重さだったそうである。　龍馬はこの事件の顛末を慶応2年12月4日付の手紙で兄・権平に詳しく報告し、その際にお龍のことを「名は龍、今は妻です」と紹介している 。また、姉・乙女宛ての手紙では「このお龍がいたからこそ、龍馬の命は助かりました」とお龍への感謝の気持も表している。

### 薩摩旅行

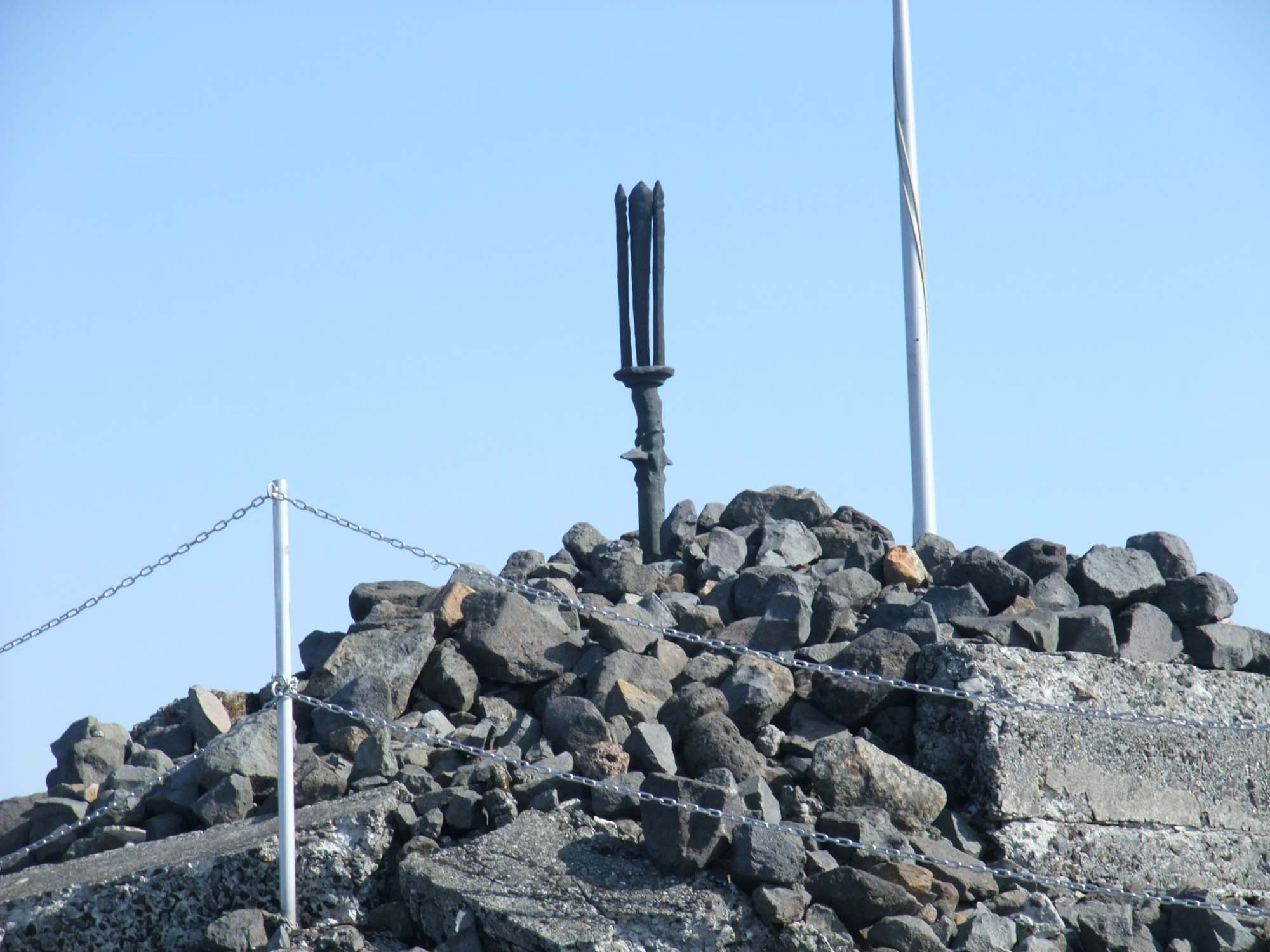
高千穂峰の天逆鉾

寺田屋遭難で龍馬は両手指に重傷を負い、西郷隆盛の勧めもあって、刀傷治療のために薩摩へ下ることになった。龍馬とお龍は3月4日に薩摩藩船「三国丸」で大坂を出帆した。船上で龍馬は「天下が鎮まったら汽船を造しらえて日本を巡ろうとか」と言い、お龍が「家などいりません。船があれば十分です。外国まで廻ってみたいです」と言い返すと、龍馬は「突飛な女だ」と笑い出した。後でこの話を聞いた西郷も「突飛な女だから君の命は助かった」と大笑いしたと後年、お龍は回想している。
船は10日に鹿児島に到着し、龍馬とお龍には薩摩藩士・吉井幸輔が同道して温泉療養に向かった。一行は日当山温泉、塩浸温泉に行き、犬飼滝を見物したり、山に入って拳銃で鳥を撃ったりして過ごした。また、霧島山の頂にある天の逆鉾を見るために高千穂峰を登ると、龍馬とお龍は同行していた田中吉兵衛が止めるのも聞かずに逆鉾を引き抜いてしまう悪戯までした。この薩摩旅行の様子を龍馬は慶応2年12月4日付の姉・乙女宛ての手紙で絵図入りで詳しく書き記している。また、明治になってお龍もこの旅行についての回顧談を残した。
龍馬を初めて世間に紹介した坂崎紫瀾の『汗血千里駒』では、この旅行を西洋人がする「ホネー、ムーン」（ハネムーン）と結び付けて説明しており、現在では日本最初の新婚旅行として知られている。

### 長崎・下関での生活
同年6月、傷が癒えた龍馬は第二次長州征伐で幕府軍と戦う長州へ向かうことになり、お龍は途中の長崎で下船し小曾根英四郎家に預けられた。翌慶応3年（1867年）2月10日、龍馬は下関の伊藤助太夫家を借りて亀山社中（後の海援隊）の拠点を置き、お龍はここで妹・起美と日々を過ごすようになる。下関滞在中、龍馬とお龍は巌流島で花火を打ち上げたり、歌会に出席して楽しんだ。同年5月28日、龍馬はお龍へいろは丸事件の経過報告とともに彼女を気遣う手紙を送っており、これが現存するお龍宛ての唯一の手紙である。お龍と龍馬が最後に会ったのは同年9月に下関に寄港した際であった。
海援隊士・安岡金馬の子・重雄（秀峰）は、この時期のお龍について「龍馬はぞっこん惚れこんでいたが、（海援隊の）同志たちは嫌っていた。生意気で龍馬を傘にきて同志たちを下風に見たがっていた」と述べている。土佐藩士・佐々木高行は、お龍のことを「有名なる美人なれども、賢婦人なるや否やは知らず。善悪ともに兼ぬるように思われたり」（大変な美人だが、賢婦と言えるかどうかは疑わしい。善にも悪にもなるような女）と評している。
ちなみに、お龍自身は龍馬の事業や仕事には全く興味が無く、知らされるまで彼の業績を知らずにいた。全てを知るのは明治政府から伝えられたときだったという。
同年11月15日、龍馬は京都・近江屋で暗殺された（近江屋事件）。

### 龍馬の死
龍馬の訃報は、12月2日に下関に伝えられた。覚悟していたものの、お龍は髪を切って仏前に添えると、大泣きしたという。龍馬との間に子はいなかった。後年、お龍は龍馬が亡くなった晩に、血だらけの龍馬が夢枕に立っていたと語っている。
龍馬の死後、暫くは（寺田屋遭難の際にも龍馬と一緒に行動した）三吉慎蔵が、お龍の面倒をみていた。また生前の龍馬の意思により、妹・起美が海援隊士の菅野覚兵衛（千屋寅之助）と結婚した。
慶応4年（1868年）3月、お龍は龍馬の未亡人として土佐の坂本家に送り届けられた。だが、坂本家での生活は長くは続かず、3ヵ月ほどで立ち去ることになる。龍馬の姉・乙女との不仲が理由との説もあるが、お龍本人は「乙女さんには親切にしてもらいました」と後年語っている。不仲だったのは義兄の権平夫婦で、お龍は後年の回顧談で龍馬に下る褒賞金欲しさに自分を苛めて追い出したと恨み事を述べている。

### 流転
その後、妹・起美の嫁ぎ先である安芸郡和食村（現高知県安芸郡芸西村和食）の千屋家（菅野覚兵衛の実家）の世話になったが、覚兵衛が海軍省へ出仕して米国へ留学することになって千屋家にも居られなくなり、明治2年（1869年）中頃に土佐を出ることになった。出立する際に龍馬からの数多くの手紙は他人に見せたくない二人だけのものとし、すべて燃やすよう依頼しており、このためお龍宛ての龍馬の手紙は1通を残して全て失われてしまった。お龍が一時期逗留した芸西村には「お龍と起美の銅像」が建立されている。
土佐を出たお龍は寺田屋お登勢を頼りに京都へ行き、龍馬の墓所近くに庵を結んで墓守をしながら暮らしていたが、やがて京都にも居づらくなり、東京へ出た。お龍は東京で知人の勝海舟や西郷隆盛を頼り、同情した西郷は金20円を援助したが、丁度征韓論に敗れて下野する時期で、帰ったら世話をすると約束されたものの、それきりとなってしまった。
その後は元薩摩藩士の吉井友実や元海援隊士の橋本久太夫の世話になった。一方で龍馬の家督を継いだ坂本直（高松太郎・小野淳輔）は、訪ねて来たお龍を冷たく追い返している。元海援隊士の間ではお龍の評判は悪く、維新後に出世した者も少なくなかったが彼女を援助する者は誰もいなかったといわれ、田中光顕（元陸援隊士で後に宮内大臣にまで出世）の回顧談によれば、瑞山会（武市半平太ら土佐殉難者を顕彰する会）の会合で、お龍の処遇が話題になった際にも妹婿の菅野覚兵衛にまで「品行が悪く、意見をしても聞き入れないので面倒はみられない」と拒否されたという。お龍は腹の底から親切だったのは西郷と勝そしてお登勢だけだったと語っている。

### 再婚

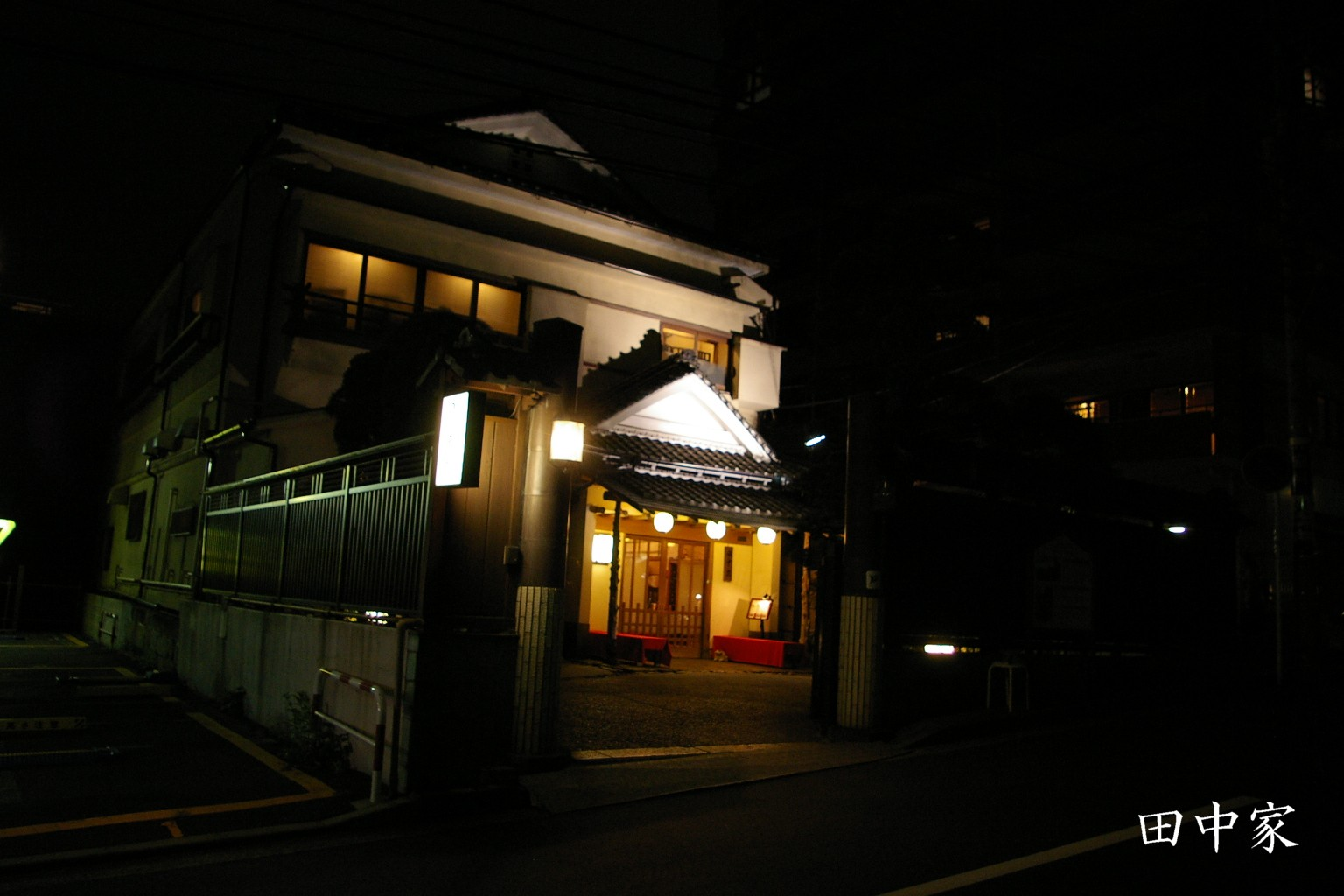
田中家。田中家は横浜市内に現存している。ただし建物自体は当時のものではない。

明治7年（1874年）、勝海舟または菅野覚兵衛の紹介で 神奈川宿の料亭・田中家で仲居として働いた。田中家に伝わる話では頑固で使い辛かったというが、この逸話の真偽も不明である。
翌明治8年（1875年）、西村松兵衛と再婚し、西村ツルとなり、横須賀で暮らした。安岡秀峰や中城仲子（覚兵衛の姪）の証言によれば西村松兵衛は元は呉服商の若旦那で、寺田屋時代のお龍と知り合いであり、維新の動乱時に家業が傾き横須賀に移り住んで大道商人をして生計を立て覚兵衛の家にも出入りしていたため、覚兵衛（またはお登勢）の世話でお龍と結婚することになったという。また、料亭田中家で仲居をしていた時に松兵衛と知り合ったという話もあるが、これも真偽も不明。
松兵衛との入籍後に母・貞を引き取り、妹・光枝の子・松之助を養子とした。明治24年（1891年）に母・貞と養子・松之助を相次いで亡くしている。

### 晩年
明治16年（1883年）、土陽新聞に掲載された坂崎紫瀾の『汗血千里駒』がベストセラーとなり、それまで忘れられた存在だった龍馬の名が広く世間に知られるようになった。だが、同書は伝記としては事実誤認や創作の多い内容で、お龍も「誤謬が多くて口惜しい」と語っている。
このため安岡秀峰や川田雪山がお龍宅を訪ねて聞き書きを著した。安岡の著作が明治32年（1899年）から翌33年（1900年）に雑誌『文庫』に掲載された『反魂香』、『続反魂香』、『維新の残夢』であり、川田の著作は明治32年に土陽新聞に掲載された『千里駒後日譚』『千里駒後日譚拾遺』である。お龍は『千里駒後日譚』の最後で「龍馬が生きていたなら、また何か面白い事もあったでしょうが…」と語っている。
明治30年（1897年）に安岡秀峰が訪ねた時にはお龍は横須賀の狭い貧乏長屋で暮らしていた。晩年はアルコール依存症状態で、酔っては「私は龍馬の妻だ」と松兵衛に絡んでいたという。夫に先立たれた妹・光枝がお龍を頼るようになり、3人で暮らすようになったが、やがて松兵衛と光枝が内縁関係になり二人でお龍の元を離れて別居してしまう。お龍は退役軍人・工藤外太郎に保護されて余生を送った。
日露戦争開戦直前の明治37年（1904年）、美子皇后の夢枕に坂本龍馬が立ったという話が広まり、再び龍馬が注目を集め、お龍の存在も世間に広く知られるようになる。
明治39年（1906年）1月にお龍が危篤に陥ると、皇后大夫香川敬三（元陸援隊士）から御見舞の電報が送られ、井上良馨大将が救護の募金を集めている。同年1月15日にお龍は66歳で死去した。

## 死後
横須賀市大津の信楽寺に葬られた。長く墓碑を建てることができなかったが、田中光顕や香川敬三の援助を受け、死から8年後の大正3年（1914年）8月、妹の中沢光枝が施主、西村松兵衛らが賛助人となり墓を建立、墓碑には夫の松兵衛の名ではなく、「贈正四位阪本龍馬之妻龍子之墓」と刻まれている。松兵衛はこの半年後に70歳で死去した。また、龍馬の眠る京都霊山護国神社にも分骨された。2010年1月15日、信楽寺にて龍馬の死後143年ぶりに合同慰霊祭が催された。
小松女将であった山本直枝は、「お龍さんは、わたしより十歳ぐらい年上のお方でした。明治の中年頃に落ちぶれて横須賀に流れて来て、貧しい暮らしをしておられましたが、日露戦争の年六十八歳でさびしく死なれました。落ちぶれても、さすがに品格のいい、きりっとした容貌のひとでしたよ。現今でこそ坂本龍馬といえば、海軍の生みの親であり、幕末の俊傑として有名ですけれど、その頃は顧みる人もありませんで、お気の毒でしたよ。器量のよい人であり、教育もある人でしたので、あちらこちらから再婚をしきりにすすめられて、海軍工廠御用商人の西村文平という人と同棲数年に及びましたが、龍馬さんの面影を慕って節操を侍したため、とうとう不縁となり、またもとの独り身になって、女髪結の手伝いなどして、お酒にひたって傷ついた心を慰めておられました。お国のために尽した人でもあり、その半生はお気の毒でなりませんでした」と語っている。

## お龍の写真について
現存するお龍の写真は、明治37年（1904年）12月15日付「東京二六新聞」に掲載された晩年のものが唯一である。この写真は、お龍宅を訪ねて聞き書き（『反魂香』、『続反魂香』、『維新の残夢』）を著した安岡秀峰が撮影したもので、明治33年（1900年）に雑誌『文庫』に掲載された『続反魂香』の末筆で掲載を予告していたものである。
『続反魂香』の末筆で安岡が「現今のお良婦人は、今回を以て初めて写真したるなれば、是おそらく天下の絶品ならむ」と述べており、これが正しければ、お龍の若い頃の写真は存在しないことになる。
ところが、昭和54年（1979年）に近江屋井口新助家のアルバム（中井弘旧蔵写真アルバム）から発見された女性の立ち姿の写真が公表され、また、『セピア色の肖像 幕末明治名刺写真コレクション』（井桜直美著、朝日ソノラマ、2000年）に掲載された椅子に腰かけた女性の写真もお龍の写真とされた。二枚の写真は一見して同一人物のもので、浅草大代地の内田九一の写真館で撮影されたことが判明している。
新たに発見された写真には否定的な意見も多く、真影か否かは判然としなかった。平成20年（2008年）に高知県立坂本龍馬記念館が警察庁科学警察研究所に鑑定を依頼したところ、座り姿の写真と晩年の写真とをスーパーインポーズ法により比較した結果、「同一人物の可能性がある」との鑑定結果が出された。
しかしながら、これは平成8年（1996年）10月10日に「ソニー坂本龍馬研究会」の釜谷直樹が『お龍二枚の写真』として画像分析した時の方法と全く同じであり、この時も「コンピューターによる画像処理とその結果」を報告書にして、作家で龍馬研究家の宮地佐一郎に提供されている。この時は全身像の写真を左右反転して拡大し、顔の傾きなどを晩年の真のお龍の写真と同じように修正して、二枚の写真を比較検討しており、このやり方は科学警察研究所と全く同じ方法である。
そして、科学警察研究所は「顔の輪郭と耳、目、口などの配置は二枚の写真のものはきわめて似ている。これらの写真からは同一人物の、若い日と晩年のものであるといっても特に矛盾は生じないように思われる」として、「両者は同一人物と判定できうるもの」と結論付けているが、これも元慶應義塾大学理工学部准教授の高橋信一の研究により、鑑定方法として間違っていると指摘されている。
このような経緯で、それまで座り姿の写真が「若き日のお龍の写真」として扱われるようになっていたが、科警研の人物比定方法に問題があったため、この写真はお龍の写真ではないと結論付けられた。また、木戸孝允や伊藤博文の愛人だった江良加代ではないかとする説もあるが、これも誤りである。
平成25年（2013年）、日本軍装研究会の平山晋が都内の古書店で、若き日のお龍とされた女性と同じ人物が写された名刺判写真を発見した。平山が発見した写真に写る女性は、座り姿の写真と同じポーズを取っており、片手の位置が違うだけの同一人物であるため、このことからも「若き日のお龍の写真」はお龍とは別人の写真であることが判明した。さらに、全身像の写真についても、他の複数の女性とコラージュされた名刺判写真が存在し、この写真の裏書には、この女性について「土井奥方」と記されており、のちに土井子爵家の妾となった女性であることまでは判明している。また、これ以外にもこの女性の写真と同じ写真が数点見つかっている。

## 登場作品
映画
- 『海援隊』（1939年、演：市川春代）
- 『維新の曲』（1942年、演：市川春代）
- 『幕末』（1970年、演：吉永小百合）
- 『幕末青春グラフィティ Ronin 坂本竜馬』（1986年、演：原田美枝子）
- 『竜馬を斬った男』（1987年、演：久仁亮子）
- 『ゴルフ夜明け前』（1987年、演：高橋恵子）
- 『竜馬の妻とその夫と愛人』（2002年、演：鈴木京香）

ドラマ
- 『竜馬がゆく』（1965年、MBS、演：山田浩子）
- 『竜馬がゆく』（1968年、NHK大河ドラマ、演：浅丘ルリ子）
- 『勝海舟』（1974年、NHK大河ドラマ、演：川口晶）
- 『花神』（1977年、NHK大河ドラマ、演：島本須美）
- 『葉蔭の露』（1979年、朝日放送、演：岸恵子）
- 『竜馬がゆく』（1982年、テレビ東京、演：大谷直子）
- 『幕末青春グラフィティ 坂本竜馬』（1982年、日本テレビ、演：夏目雅子）
- 『影の軍団・幕末編』（1985年、関西テレビ、演：浅野ゆう子）
- 『坂本龍馬』（1989年、TBSテレビ、演：名取裕子）
- 『翔ぶが如く』（1990年、NHK大河ドラマ、演：洞口依子）
- 『竜馬がゆく』（1997年、TBSテレビ、演：沢口靖子）
- 『竜馬がゆく』（2004年、テレビ東京、演：内山理名）
- 『新選組!』（2004年、NHK大河ドラマ、演：麻生久美子）
- 『篤姫』（2008年、NHK大河ドラマ、演：市川実日子）
- 『龍馬伝』（2010年、NHK大河ドラマ、演：真木よう子）
- 『時代劇法廷スペシャル 被告人は坂本龍馬』（2015年、時代劇専門チャンネル、演：岡本玲）
- 『JIN-仁-完結編』（2011年、TBSテレビ、演：東風万智子）
- 『FNS27時間テレビ にほんのれきし』（2017年、フジテレビ、演：剛力彩芽）
- 『西郷どん』（2018年、NHK大河ドラマ、演：水川あさみ）

その他テレビ番組
- 『歴史秘話ヒストリア 龍馬が愛した女〜お龍 知られざる素顔〜』（2013年、NHK総合、演：縄田智子）
- 『古舘トーキングヒストリー 〜幕末最大の謎 坂本龍馬暗殺、完全実況〜』（2019年、テレビ朝日、演：橋本マナミ）

舞台
- 『弟よ -姉、乙女から坂本龍馬への伝言』（1990年、木冬社公演、作・演出：清水邦夫）芸術選奨文部大臣賞受賞、テアトロ演劇賞受賞

アニメ
- 『ねこねこ日本史』（2016年、Eテレ）
- 『龍 -RYO-』（2013年）

ゲーム
- 『龍が如く 維新!』（2015年、セガ、演：桜庭ななみ）
- 『龍が如く 維新!極』　(2023年、セガ、声:杉平真奈美)

漫画
- 『花影』（1975年、講談社、里中満智子） - 千葉さな子が主役で登場する。
- 『お〜い!竜馬』（1986年-1996年、小学館、原作：武田鉄矢、作画：小山ゆう）
- 『サムライせんせい』（2013年-2020年、リブレ出版、黒江S介）

小説
- 『お龍』（2008年、新人物往来社、著：植松三十里）
- 『月琴を弾く女 お龍がゆく』（2010年、幻冬舎、著：鏡川伊一郎）
- 『ゆけ、おりょう』（2016年、文藝春秋、著：門井慶喜）
- 『さなとりょう』（2017年、太田出版、著：谷治宇）
- 『お龍がいない夜』（2020年、小学館、著：風野真知雄）